# ألفونسو هيريرو
ألفونسو هيريرو (بالإسبانية: Alfonso Herrero Peinador)‏ هو لاعب كرة قدم إسباني، ولد في 21 أبريل 1994 في طليطلة في إسبانيا. لعب مع ريال مدريد ج.

## وصلات خارجية
- ألفونسو هيريرو على موقع الاتحاد الأوربي (الإنجليزية)
- ألفونسو هيريرو على موقع قاعدة بيانات كرة القدم.إي يو (الإنجليزية)
- ألفونسو هيريرو على موقع Soccerway.com (الإنجليزية)
- ألفونسو هيريرو على موقع AS.com (الإسبانية)